# 特鲁维尔拉欧勒
特鲁维尔拉欧勒（法語：Trouville-la-Haule，法語發音：[tʁuvil la ol]）是法国厄尔省的一个市镇，位于该省北部偏西，塞纳河左岸，属于贝尔奈区。

## 地理
特鲁维尔拉欧勒（49°25'9"N, 0°34'30"E）面积12.25 平方千米，位于法国诺曼底大区厄尔省，该省份为法国北部内陆省份，北起滨海塞纳省，西接奧恩省和卡爾瓦多斯省，南至厄尔-卢瓦省，东临瓦兹省、瓦兹河谷省和伊夫林省。
与特鲁维尔拉欧勒接壤的市镇（或旧市镇、城区）包括：珀蒂维尔、勒佩雷、托克维尔、艾济耶、维约港。

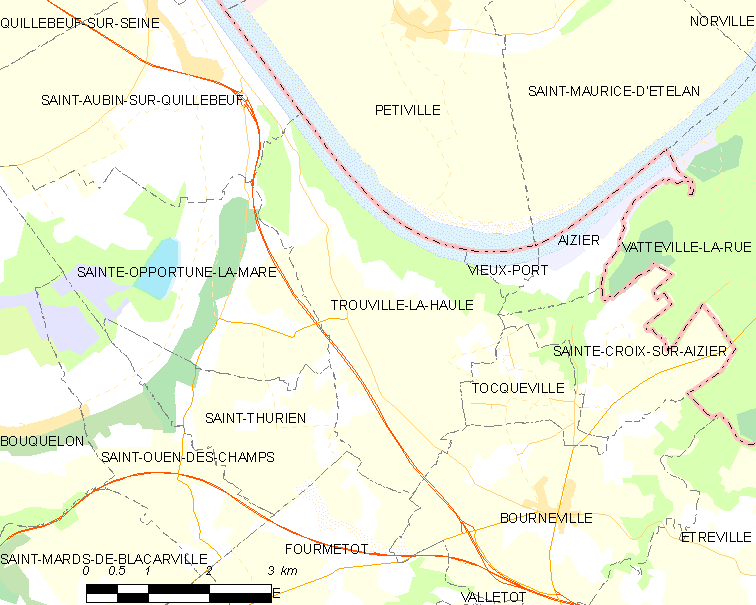
特鲁维尔拉欧勒的OSM定位图

特鲁维尔拉欧勒的时区为UTC+01:00、UTC+02:00（夏令时）。

## 行政
特鲁维尔拉欧勒的邮政编码为27680，INSEE市镇编码为27665。

## 政治
特鲁维尔拉欧勒所属的省级选区为阿沙尔堡县。

## 人口

1962-2008年间特鲁维尔拉欧勒人口变化图示

特鲁维尔拉欧勒于2022年1月1日时的人口数量为754人。